# Toni Iwobi
Toni Iwobi, all'anagrafe Tony Chike Iwobi (Gusau, 26 aprile 1955), è un politico italiano di origine nigeriana, prima persona di pelle nera eletta al Senato della Repubblica nelle file della Lega per Salvini Premier nel 2018. Lascerà la Lega nel 2022, per aderire nel 2024 a Forza Italia.

## Biografia
Nato a Gusau, nel nord della Nigeria, è figlio di una numerosa famiglia cattolica di madrelingua inglese.
Ancora adolescente si trasferisce a Los Angeles, negli Stati Uniti d'America, per frequentare la Pacific Western University di Encino, dove si laurea in Scienza applicata a indirizzo informatica. Arriva in Italia nel 1976, a Perugia, con un visto da studente per l'Università per stranieri, ma si trasferisce stabilmente pochi mesi dopo a Spirano, in provincia di Bergamo, dove lavora da stalliere, muratore e idraulico. Tra il 1980 e il 1981 lavora da responsabile informatico e responsabile del personale nigeriano per la CimiMontubi; in seguito lavora all'Amsa di Milano, prima come spazzino, poi, riconosciuto il suo titolo di studio, come impiegato.
Ha conseguito inoltre un diploma in economia aziendale a Manchester e un altro in analisi contabile a Treviglio.
Dal 2007 è direttore tecnico e commerciale della Dynamic Communications, ditta informatica di Roveredo, Svizzera.
Nel 2011 Iwobi si mette in proprio fondando la Data Communication Labs s.r.l., e lavorando per l'ospedale di Treviglio.
Dal 2018 è consigliere generale della Fondazione Italia USA.
È sposato con una donna italiana e ha due figli.

## Attività politica
Ispirato dal federalismo nigeriano e affascinato dalle idee di Gianfranco Miglio, nel 1993 s'iscrive alla Lega Nord di Umberto Bossi, con cui viene eletto nel consiglio comunale di Spirano fino al 2014. Nel periodo 2010-2014 è stato anche assessore per i servizi sociali e presidente della commissione cultura, organizzando corsi di dialetto bergamasco e di toponomastica locale. 
Alle elezioni regionali del 2013 è candidato consigliere in provincia di Bergamo e ottiene 1996 preferenze senza però essere eletto.
Nel 2014 diventa Responsabile federale del dipartimento Immigrazione e Sicurezza della Lega nominato dal segretario Matteo Salvini.

### Elezione a senatore
Alle elezioni politiche del 2018 viene eletto al Senato della Repubblica nella circoscrizione Lombardia. 
Diviene il primo senatore di origine africana della storia d'Italia.
In vista delle elezioni politiche anticipate del 2022 non viene ricandidato al Parlamento.
Il 30 gennaio 2024 viene annunciato il suo ingresso in Forza Italia.